# Madagascar en los Juegos Olímpicos de Río de Janeiro 2016
Madagascar participa en los Juegos Olímpicos de 2016 en Río de Janeiro, Brasil, del 5 al 21 de agosto de 2016.
La yudoca Asaramanitra Ratiarison fue la abanderada durante la ceremonia de apertura.

## Deportes
Atletismo
- Ali Kamé (decatlón)
- Eliane Saholinirina (3000 metros con obstáculos)

Halterofilia
- Elisa Ravololoniaina (-63 kg femenino)

Judo
- Asaramanitra Ratiarison (-48 kg femenino)

Natación
- Ralefy Anthonny Sitraka (100 metros estilo mariposa masculino)
- Estellah Fils Rabetsara (100 metros estilo libre femenino)